# Invitation (金井夕子のアルバム)
『invitation』（インビテーション）は、日本の歌手金井夕子が、1979年6月21日にキャニオン・レコードより発売したオリジナル・アルバムである。

## 概要
A面は松本隆・筒美京平コンビによるリゾートミュージック的な曲からアダルトテイストな曲に、歌謡曲テイストを加えたものとなっている。B面は松任谷正隆によるドラマチックな曲からスローなものまで、難しい曲にチャレンジしている。
この作品から、各曲ごとにミュージシャンが表記されている。

## 収録曲

### Side A
1. Hollywood Night（詞:松本隆、曲：筒美京平、編：萩田光雄）3分45秒
Keyboards：富樫春生
E.Bass：長岡道夫
Drums：渡嘉敷祐一
E.Guitar：松原正樹
Percussion：斉藤ノブ
Strings：多グループ
2. Morning Air（詞:松本隆、曲：筒美京平、編：萩田光雄）3分59秒
Keyboards：富樫春生
E.Bass：長岡道夫
Drums：渡嘉敷祐一
E.Guitar：松原正樹
A.Guitar：吉川忠英
Oboe：山本洋一
A.Sax：ジェイク H コンセプション
Percussion：斉藤ノブ
Strings：多グループ
3. ラスト ワルツ イン ブルー（詞:松本隆、曲：筒美京平、編：船山基紀）4分4秒
Keyboards：羽田健太郎
E.Bass：高水健司
Drums：田中清司
E.Guitar：矢島賢
A.Guitar：吉川忠英
Percussion：斉藤ノブ
Strings：多グループ
Harp：山川恵子
4. 月光小夜曲 ムーンライト セレナーデ（詞:松本隆、曲：筒美京平、編：萩田光雄）3分20秒
Keyboards：大谷和夫
E.Bass：長岡道夫
Drums：山木秀夫
E.Guitar：芳野藤丸
Percussion：中島御
Flute：小出道也・藤山明
Mandlin：竹内郁子・田中早苗
Strings：多グループ
5. Loving You（詞:松本隆、曲：筒美京平、編：船山基紀)3分49秒
Keyboards：羽田健太郎
E.Bass：高水健司
Drums：田中清司
E.Guitar：矢島賢
A.Guitar：吉川忠英
Percussion：斉藤ノブ
Strings：多グループ

### Side B
1. サマー プレイス サマー ラブ（詞:山川啓介、曲・編：松任谷正隆）4分37秒
Keyboards：松任谷正隆
E.Bass：宮下恵輔
Drums：林立夫
E.Guitar：鈴木茂
Percussion：斉藤ノブ
Trumpet：数原晋・岸義和
Trombone：新井英治
A.Sax：ジェイク H コンセプション
T.Sax：村岡健
Strings：トマト・グループ
2. 八月のフィナーレ（詞:竜真知子、曲・編：松任谷正隆）4分30秒
Keyboards：松任谷正隆
E.Bass：宮下恵輔
Drums：渡嘉敷祐一
E.Guitar：鈴木茂
A.Guitar：吉川忠英
Percussion：斉藤ノブ
Strings：トマト・グループ
3. シャイニー グッドバイ（詞:伊達歩、曲・編：松任谷正隆）4分1秒
Keyboards：松任谷正隆
E.Bass：小原礼
Drums：村上秀一
E.Guitar：今剛
A.Guitar：吉川忠英
Percussion：浜口茂外也
Trumpet：数原晋・岸義和
Trombone：新井英治
A.Sax：ジェイク H コンセプション
T.Sax：斉藤清、B.Sax：砂原俊三
Chorus：フィーリング・フリー
Strings：トマト・グループ
4. 夏物語 サマー ストーリー（詞:山川啓介、曲・編：松任谷正隆）5分57秒
Keyboards：松任谷正隆
E.Bass：宮下恵輔
E.Bass introduction：小原礼
Drums：村上秀一
E.Guitar：今剛
A.Guitar：吉川忠英
Percussion：浜口茂外也
A.Sax：ジェイクHコンセプション
Chorus：フィーリング・フリー
Strings：トマト・グループ
5. 氷海（詞:伊達歩、曲・編：松任谷正隆）5分8秒
Keyboards：松任谷正隆
E.Bass：宮下恵輔
Drums：林立夫
E.Guitar：鈴木茂
A.Guitar：安田裕美
Percussion：斉藤ノブ
Flute：江藤幸雄
Strings：トマト・グループ

## スタッフ
- Executive Producer：佐々木高之
- Recording Engineer：黒田勝也・渡辺 誠
- Remix Engineer：黒田勝也
- Art Directer：山田 充
- Photographer：久米正美
- Director：渡辺有三[2]
- Recorded at
HITOKUCHIZAKA STUDIO & SOUND CITY STUDIO
- Remixed at
HITOKUCHIZAKA STUDIO & SOUND IN
From March to May 1979